# 법언 (승려)
법언(法言, ?~1010년)은 고려의 승려이다.

## 생애
1010년, 거란이 고려를 공격하자 서경을 지키며 탁사정과 9,000여명의 군사들을 데리고 임원역(林原驛) 남쪽에서 거란군 3,000여명의 목을 베며 승리를 이끌었지만, 그는 전투에서 전사하게 되었다.
1011년, 고려 현종은 그의 죽음을 애도하며 수좌(首座)의 직을 증직했다.